# Campionato mondiale di enduro
Il Campionato mondiale di enduro (in inglese World Enduro Championship, abbreviato WEC o Enduro GP) è un campionato internazionale motociclistico di Enduro.
È stato organizzato per la prima volta nel 1990, anno in cui ha sostituito il campionato europeo nella posizione di massima competizione internazionale di questa specialità.

## Storia

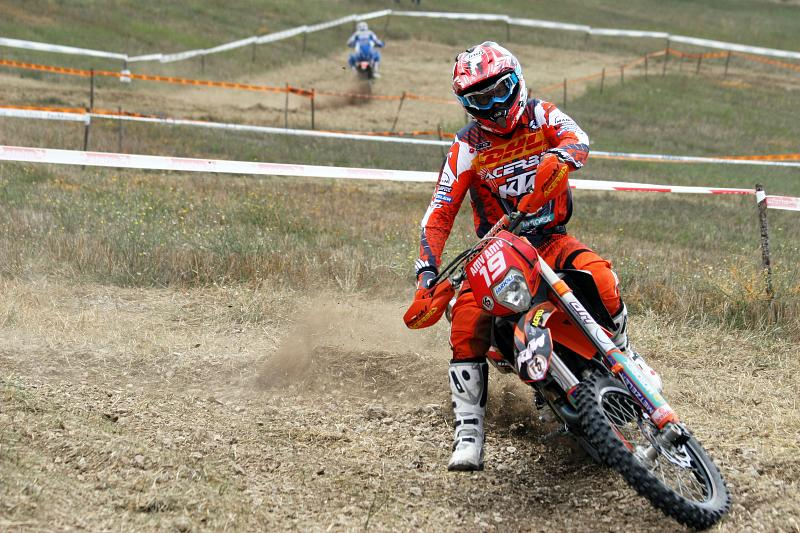
Juha Salminen su KTM, pluricampione del mondiale di enduro.

Il Campionato Mondiale Enduro nacque nel 1990, rimpiazzando il Campionato europeo di enduro FIM, che si era disputato dal 1968. Quest'ultimo fu poi reintrodotto dalla Union Européenne de Motocyclisme (UEM) nel 1992. 

### Le Classi
Il campionato ebbe sei classi dal 1990 al 1993, dopodiché i campionati degli 80 cc e 500 cm³ a due tempi vennero cancellati. La serie continuò con quattro classi, 125, 250, 350 e 500 cm³, fino al 1998, che vide l'entrata della classe 250 cm³ a quattro tempi e la 400 cm³ al posto della 350 cm³. Dal 1998 tutte le classifiche rimasero invariate fino al 2003.
Classi dal 1990 al 2003
| Nome Classe - Cilindrata | Tipo di Motore | Anni         |
| ------------------------ | -------------- | ------------ |
| 80                       | 2T             | fino al 1993 |
| 125                      | 2T             |              |
| 250                      | 2T             |              |
| 250                      | 4T             | dal 1998     |
| 350                      | 4T             | fino al 1998 |
| 400                      | 4T             | dal 1998     |
| 500                      | 2T             | fino al 1993 |
| 500                      | 4T             |              |

Nel 2004 il numero delle categorie scese a tre, con moto due tempi e quattro tempi nelle stesse classi. 
Inizialmente, per bilanciare la differenza di potenza tra motori due e quattro, venne applicato il dimezzamento di cilindrata per i primi rispetto ai secondi. Tuttavia, con lo sviluppo sempre più rivolto alle quattro tempi da parte delle case costruttrici, questo sistema penalizzó le moto due tempi, che riuscivano a difendersi solo fra le grosse cilindrate.
Fu introdotto anche il colore delle tabelle portanumero per aiutare il pubblico a capire la categoria in cui corre il pilota.
Classi dal 2004 al 2016
| Nome Classe | Motore | Da    | A     | Colore Tabella |
| ----------- | ------ | ----- | ----- | -------------- |
| Enduro1     | 2T     | 75cc  | 125cc | Nero           |
| Enduro1     | 4T     | 175cc | 250cc | Nero           |
| Enduro2     | 2T     | 175cc | 250cc | Rosso          |
| Enduro2     | 4T     | 275cc | 450cc | Rosso          |
| Enduro3     | 2T     | 275cc | 500cc | Giallo         |
| Enduro3     | 4T     | 475cc | 650cc | Giallo         |

Nel 2017 si sperimentò un mondiale a due classi e per la prima volta nei campionati di fuoristrada furono incluse moto 2 e 4 tempi di pari cilindrata nella stessa classe.
Tuttavia i pochi consensi da parte di piloti e squadre nei confronti di questa formula convinsero gli organizzatori a tornare al formato precedente.
Classi nel 2017
| Nome Classe | Motore | Cilindrata   | Colore Tabella |
| ----------- | ------ | ------------ | -------------- |
| EnduroGP    | 2T     | oltre 250cc  | Bianco         |
| EnduroGP    | 4T     | oltre 250cc  | Bianco         |
| Enduro2     | 2T     | fino a 250cc | Rosso          |
| Enduro2     | 4T     | fino a 250cc | Rosso          |

Nel 2018, con il ritorno alle 3 classi, la Enduro1 mantenne la parità di cilindrata fra 2 e 4 tempi, la Enduro2 divenne solo per le 4 tempi mentre la Enduro3 divenne quasi esclusivamente per le 2 tempi, nonostante il regolamento continui a prevedere anche la utilizzo dell’altro tipo di motore.
Classi dal 2018
| Nome Classe | Motore | Da    | A     | Colore Tabella |
| ----------- | ------ | ----- | ----- | -------------- |
| Enduro1     | 2T     | 75cc  | 250cc | Bianco         |
| Enduro1     | 4T     | 175cc | 250cc | Bianco         |
| Enduro2     | 4T     | 275cc | 450cc | Rosso          |
| Enduro3     | 2T     | 275cc | 500cc | Giallo         |
| Enduro3     | 4T     | 475cc | 650cc | Giallo         |

Dal 1998 al 2004 veniva stilata anche la classifica assoluta con i partecipanti di tutte le categorie ed è stata reintrodotta nel 2016 con il nome di EnduroGP.
Nel 2005 è nata anche la Enduro Junior (EJ), inizialmente come coppa del mondo e dal 2009 come titolo iridato. Il limite di età per quest'ultima, in origine 21 anni, fu portato a 23. Inizialmente era una categoria unica a cilindrata libera, venne poi divisa nel 2018 in Junior1 e Junior2.
I piloti Junior non compaiono nella classifica EnduroGP.

### Altri trofei
Enduro Youth

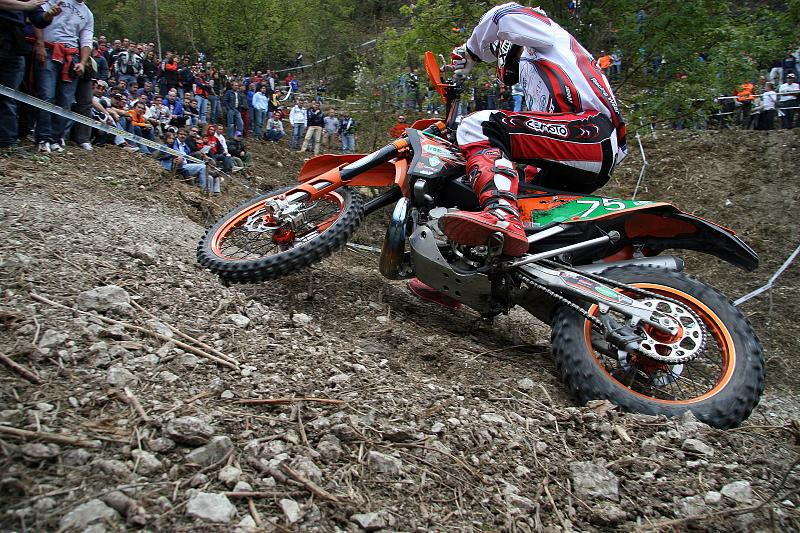
Pilota concorrente per il titolo Junior.

Nel 2009 la Federazione Internazionale ha istituito un trofeo dedicato ai piloti di età inferiore ai 20 anni con cilindrata limitata a 125cc due tempi. Le moto di questa categoria hanno tabelle portanumero di colore blu.
Al vincitore è assegnata una coppa del mondo FIM.
Enduro Women
Dal 2010 si corre un trofeo femminile. La cilindrata è libera e le moto hanno tabelle di colore viola. Le donne partecipanti percorrono un giro in meno rispetto alle altre categorie.
Junior1 e Junior2
Nel 2018 nella categoria Enduro Junior sono state create due divisioni per cilindrata (Junior1 fino a 250cc e Junior2 oltre 250cc). Il titolo mondiale è riservato al vincitore assoluto Junior mentre ai vincitori delle divisioni viene assegnata una coppa del mondo FIM.
I piloti Junior1 corrono con tabella portanumero nera mentre quelli della Junior2 con tabelle verdi.
Enduro Open
Nel 2019, visto il calo di partecipanti alle gare del mondiale, è stata introdotta una nuova classe riservata a piloti locali e amatori. Questa categoria è divisa in tre classi (2 tempi, 4 tempi e Senior)
e assegna coppe del mondo FIM ai vincitori di ognuna di esse.
I partecipanti percorrono un giro in meno rispetto alle altre categorie e corrono con tabella portanumero arancione.

### Punteggi
Le regole del mondiale enduro assegnano punti ai primi 15 piloti di ogni classe, partendo da 20 per il vincitore, 17 per il secondo, 15 per il terzo, 13 per il quarto, 11 per il quinto e poi scalando di un punto fino al quindicesimo. In alcune stagioni dal 2004 al 2017 si sono assegnati punti fino al 20° concorrente, con 25 punti al primo,  22 per il secondo e 20 per il terzo.

## Albo d'oro
A seguire, l'albo d'oro del campionato. Le caselle in giallo indicano i campioni assoluti.

### Piloti
| Anno | 80                                  | 125                             | 250                             | 350 4T                        | 500                         | > 350 4T                          |
| ---- | ----------------------------------- | ------------------------------- | ------------------------------- | ----------------------------- | --------------------------- | --------------------------------- |
| 1990 | Thomas Bieberbach Simson            | Paul Edmondson KTM EXC 125      | Kari Tiainen Suzuki RME 250     | Otakar Kotrba Husqvarna       | Peter Hansson KTM           | Jimmie Eriksson Husaberg FE 500   |
| 1991 | Pierfranco Muraglia Kawasaki KXE 80 | Jeff Nilsson KTM EXC 125        | Kari Tiainen Husqvarna WR 250   | Kent Karlsson Husaberg FE 350 | Sven-Erik Jonsson Husqvarna | Jaroslav Katrinak Husaberg FE 500 |
| 1992 | Gianmarco Rossi HRD                 | Jeff Nilsson KTM EXC 125        | Giorgio Grasso Kawasaki KXE 250 | Mario Rinaldi KTM EXC 300     | Tullio Pellegrinelli Honda  | Kari Tiainen Husqvarna TE 500     |
| 1993 | Gianmarco Rossi TM EN 80            | Paul Edmondson Husqvarna WR 125 | Giorgio Grasso Kawasaki KXE 250 | Sven-Erik Jonsson Husqvarna   | Giovanni Sala KTM EXC 350   | Fabio Farioli KTM EXC-F 500       |

|      | 125                           | 125                           | oltre 175                          | 350 4T                          | oltre 500 4T                  | oltre 500 4T                  |
| ---- | ----------------------------- | ----------------------------- | ---------------------------------- | ------------------------------- | ----------------------------- | ----------------------------- |
| 1994 | Paul Edmondson Gas Gas EC 125 | Paul Edmondson Gas Gas EC 125 | Giovanni Sala KTM EXC 250          | Mario Rinaldi KTM               | Kari Tiainen Husqvarna TE 500 | Kari Tiainen Husqvarna TE 500 |
| 1995 | Petteri Silvan Husqvarna      | Petteri Silvan Husqvarna      | Giovanni Sala KTM EXC 250          | Anders Eriksson Husaberg FE 350 | Kari Tiainen Husqvarna TE 500 | Kari Tiainen Husqvarna TE 500 |
| 1996 | Fausto Scovolo Honda          | Fausto Scovolo Honda          | Paul Edmondson Gas Gas EC 250      | Anders Eriksson Husqvarna       | Peter Jansson Husaberg FE 500 | Peter Jansson Husaberg FE 500 |
| 1997 | Shane Watts KTM EXC 125       | Shane Watts KTM EXC 125       | Stéphane Peterhansel Yamaha YZ 250 | Mario Rinaldi KTM               | Kari Tiainen KTM EXC-F 500    | Kari Tiainen KTM EXC-F 500    |

|      | 125                             | 250 4T                               | 250                              | 400 4T                           | oltre 500 4T                     | oltre 500 4T                     |
| ---- | ------------------------------- | ------------------------------------ | -------------------------------- | -------------------------------- | -------------------------------- | -------------------------------- |
| 1998 | Roman Michalik TM EN 125        | Gianmarco Rossi Honda XR 250 R       | Giovanni Sala KTM EXC 250        | Bjorne Carlsson Husaberg FE 400  | Anders Eriksson Husqvarna TE 500 | Anders Eriksson Husqvarna TE 500 |
| 1999 | Juha Salminen KTM EXC 125       | Vesa Kytönen Kawasaki KXE-F 250      | Petteri Silvan Gas Gas EC 250    | Giovanni Sala KTM EXC-F 400      | Anders Eriksson Husqvarna TE 500 | Anders Eriksson Husqvarna TE 500 |
| 2000 | Juha Salminen KTM EXC 125       | Matteo Rubin KTM EXC-F 250           | Stefan Merriman Husqvarna WR 250 | Mario Rinaldi KTM EXC-F 400      | Kari Tiainen KTM EXC-F 500       | Kari Tiainen KTM EXC-F 500       |
| 2001 | Petteri Silvan Husqvarna WR 125 | Stéphane Peterhansel Yamaha WR-F 250 | Juha Salminen KTM EXC 250        | Stefan Merriman Husqvarna TE 400 | Anders Eriksson Husqvarna TE 500 | Anders Eriksson Husqvarna TE 500 |
| 2002 | Petteri Silvan Husqvarna WR 125 | Peter Bergvall Yamaha WR-F 250       | Samuli Aro Husqvarna WR 250      | Juha Salminen KTM EXC-F 400      | Anders Eriksson Husqvarna TE 500 | Anders Eriksson Husqvarna TE 500 |
| 2003 | Petri Pohjamo Gas Gas EC 125    | Peter Bergvall Yamaha WR-F 250       | Stefan Merriman Honda CRE 250 R  | Anders Eriksson Husqvarna TE 400 | Juha Salminen KTM EXC-F 500      | Juha Salminen KTM EXC-F 500      |

|      | Enduro 1                           | Enduro 1                           | Enduro 2                               | Enduro 2                               | Enduro 3                        | Enduro 3                        |
| ---- | ---------------------------------- | ---------------------------------- | -------------------------------------- | -------------------------------------- | ------------------------------- | ------------------------------- |
| 2004 | Stefan Merriman Yamaha WR-F 250    | Stefan Merriman Yamaha WR-F 250    | Juha Salminen KTM EXC-F 450            | Juha Salminen KTM EXC-F 450            | Samuli Aro KTM EXC-F 520        | Samuli Aro KTM EXC-F 520        |
| 2005 | Iván Cervantes KTM EXC-F 250       | Iván Cervantes KTM EXC-F 250       | Samuli Aro KTM EXC-F 450               | Samuli Aro KTM EXC-F 450               | David Knight KTM EXC-F 525      | David Knight KTM EXC-F 525      |
| 2006 | Iván Cervantes KTM EXC-F 250       | Iván Cervantes KTM EXC-F 250       | Samuli Aro KTM EXC-F 450               | Samuli Aro KTM EXC-F 450               | David Knight KTM EXC-F 525      | David Knight KTM EXC-F 525      |
| 2007 | Juha Salminen KTM EXC-F 250        | Juha Salminen KTM EXC-F 250        | Mika Ahola Honda CRE-F 450             | Mika Ahola Honda CRE-F 450             | Iván Cervantes KTM EXC-F 525    | Iván Cervantes KTM EXC-F 525    |
| 2008 | Mika Ahola Honda CRE-F 250         | Mika Ahola Honda CRE-F 250         | Johnny Aubert Yamaha WR-F 450          | Johnny Aubert Yamaha WR-F 450          | Samuli Aro KTM EXC 300          | Samuli Aro KTM EXC 300          |
| 2009 | Mika Ahola Honda CRE-F 250         | Mika Ahola Honda CRE-F 250         | Johnny Aubert KTM EXC-F 450            | Johnny Aubert KTM EXC-F 450            | Iván Cervantes KTM EXC-F 530    | Iván Cervantes KTM EXC-F 530    |
| 2010 | Antoine Meo Husqvarna TE 250       | Antoine Meo Husqvarna TE 250       | Mika Ahola Honda CRE-F 450             | Mika Ahola Honda CRE-F 450             | David Knight KTM EXC-F 530      | David Knight KTM EXC-F 530      |
| 2011 | Juha Salminen Husqvarna TE 250     | Juha Salminen Husqvarna TE 250     | Antoine Meo Husqvarna TE 310           | Antoine Meo Husqvarna TE 310           | Mika Ahola HM-Honda CRE-F 500   | Mika Ahola HM-Honda CRE-F 500   |
| 2012 | Antoine Meo KTM EXC-F 250          | Antoine Meo KTM EXC-F 250          | Pierre-Alexandre Renet Husaberg FE 450 | Pierre-Alexandre Renet Husaberg FE 450 | Christophe Nambotin KTM EXC 300 | Christophe Nambotin KTM EXC 300 |
| 2013 | Antoine Meo KTM EXC-F 250          | Antoine Meo KTM EXC-F 250          | Alex Salvini Honda CRE-F 450           | Alex Salvini Honda CRE-F 450           | Christophe Nambotin KTM EXC 300 | Christophe Nambotin KTM EXC 300 |
| 2014 | Christophe Nambotin KTM EXC-F 250  | Christophe Nambotin KTM EXC-F 250  | Pierre-Alexandre Renet HusqvarnaFE 450 | Pierre-Alexandre Renet HusqvarnaFE 450 | Matthew Phillips KTMEXC 300     | Matthew Phillips KTMEXC 300     |
| 2015 | Eero Remes TM EN 250 FI            | Eero Remes TM EN 250 FI            | Antoine Meo KTM EXC-F 350              | Antoine Meo KTM EXC-F 350              | Mathias Bellino HusqvarnaTE 300 | Mathias Bellino HusqvarnaTE 300 |
| 2016 | Eero Remes TM EN 250 FI            | Eero Remes TM EN 250 FI            | Matthew Phillips Sherco SEF-R 300      | Matthew Phillips Sherco SEF-R 300      | Steve Holcombe Beta RR 300      | Steve Holcombe Beta RR 300      |
| 2017 |                                    |                                    | Josep Garcia Montaña KTM EXC-F 250     | Josep Garcia Montaña KTM EXC-F 250     | Steve Holcombe Beta RR 300      | Steve Holcombe Beta RR 300      |
| 2018 | Brad Thomas Freeman Beta RR 250    | Brad Thomas Freeman Beta RR 250    | Eero Remes TM EN 300 FI                | Eero Remes TM EN 300 FI                | Steve Holcombe Beta RR 300      | Steve Holcombe Beta RR 300      |
| 2019 | Brad Thomas Freeman Beta RR 250    | Brad Thomas Freeman Beta RR 250    | Loïc Larrieu TM EN 300 FI              | Loïc Larrieu TM EN 300 FI              | Steve Holcombe Beta RR 300      | Steve Holcombe Beta RR 300      |
| 2020 | Andrea Verona TM EN 250 FI         | Andrea Verona TM EN 250 FI         | Steve Holcombe Beta RR 350             | Steve Holcombe Beta RR 350             | Brad Thomas Freeman Beta RR 300 | Brad Thomas Freeman Beta RR 300 |
| 2021 | Andrea Verona Gas Gas EC-F250      | Andrea Verona Gas Gas EC-F250      | Josep Garcia Montaña KTM EXC 350       | Josep Garcia Montaña KTM EXC 350       | Brad Thomas Freeman Beta RR 300 | Brad Thomas Freeman Beta RR 300 |
| 2022 | Andrea Verona Gas Gas EC-F250      | Andrea Verona Gas Gas EC-F250      | Wil Ruprecht TM EN 300 FI              | Wil Ruprecht TM EN 300 FI              | Brad Thomas Freeman Beta RR 300 | Brad Thomas Freeman Beta RR 300 |
| 2023 | Josep Garcia Montaña KTM EXC-F 250 | Josep Garcia Montaña KTM EXC-F 250 | Steve Holcombe Beta RR 350             | Steve Holcombe Beta RR 350             | Brad Thomas Freeman Beta RR 300 | Brad Thomas Freeman Beta RR 300 |
| 2024 | Josep Garcia Montaña KTM EXC-F 250 | Josep Garcia Montaña KTM EXC-F 250 | Andrea Verona Gas Gas EC-F350          | Andrea Verona Gas Gas EC-F350          | Brad Thomas Freeman Beta RR 300 | Brad Thomas Freeman Beta RR 300 |

### Costruttori
| Anno | 80        | 125       | 250       | 350 4T    | 500 | > 350 4T  |  |
| ---- | --------- | --------- | --------- | --------- | --- | --------- |  |
| 1990 | MZ Simson | KTM       | KTM       | Husqvarna | KTM | Husaberg  |  |
| 1991 | -         | KTM       | Husqvarna | Husqvarna | KTM | Husaberg  |  |
| 1992 | -         | KTM       | Kawasaki  | Husqvarna | KTM | Husqvarna |  |
| 1993 | -         | Husqvarna | Kawasaki  | Husqvarna | KTM | KTM       |  |

|      | 125       | 125       | oltre 175 | 350 4T    | oltre 500 4T | oltre 500 4T |
| ---- | --------- | --------- | --------- | --------- | ------------ | ------------ |
| 1994 | Gas Gas   | Gas Gas   | KTM       | Husqvarna | Husqvarna    | Husqvarna    |
| 1995 | Husqvarna | Husqvarna | KTM       | Husaberg  | Husqvarna    | Husqvarna    |
| 1996 | Honda     | Honda     | KTM       | Husqvarna | Husqvarna    | Husqvarna    |
| 1997 | KTM       | KTM       | KTM       | KTM       | KTM          | KTM          |

|      | 125       | 250 4T   | 250       | 400 4T    | oltre 500 4T | oltre 500 4T | Assoluto  |
| ---- | --------- | -------- | --------- | --------- | ------------ | ------------ | --------- |
| 1998 | KTM       | Honda    | KTM       | Husaberg  | Husqvarna    | Husqvarna    | KTM       |
| 1999 | KTM       | Kawasaki | Gas Gas   | KTM       | KTM          | KTM          | Husqvarna |
| 2000 | KTM       | KTM      | Husqvarna | KTM       | KTM          | KTM          | KTM       |
| 2001 | Husqvarna | Yamaha   | KTM       | Husqvarna | VOR          | VOR          | Husqvarna |
| 2002 | Husqvarna | Yamaha   | Husqvarna | KTM       | Husqvarna    | Husqvarna    | Husqvarna |
| 2003 | Gas Gas   | Yamaha   | Honda     | Husqvarna | KTM          | KTM          | KTM       |

|      | Enduro 1  | Enduro 1  | Enduro 2  | Enduro 2  | Enduro 3  | Enduro 3  | Assoluto         |      |
| ---- | --------- | --------- | --------- | --------- | --------- | --------- | ---------------- | ---- |
| 2004 | Yamaha    | Yamaha    | KTM       | KTM       | KTM       | KTM       | KTM              |      |
| 2005 | KTM       | KTM       | KTM       | KTM       | KTM       | KTM       | Titolo eliminato |      |
| 2006 | KTM       | KTM       | KTM       | KTM       | KTM       | KTM       |                  |      |
| 2007 | KTM       | KTM       | KTM       | KTM       | KTM       | KTM       |                  |      |
| 2008 | HM-Honda  | HM-Honda  | KTM       | KTM       | KTM       | KTM       |                  |      |
| 2009 | HM-Honda  | HM-Honda  | KTM       | KTM       | KTM       | KTM       |                  |      |
| 2010 | KTM       | KTM       | HM-Honda  | HM-Honda  | KTM       | KTM       |                  |      |
| 2011 | Husqvarna | Husqvarna | Husqvarna | Husqvarna | HM-Honda  | HM-Honda  |                  |      |
| 2012 | KTM       | KTM       | KTM       | KTM       | KTM       | KTM       |                  |      |
| 2013 | KTM       | KTM       | KTM       | KTM       | KTM       | KTM       |                  |      |
| 2014 | KTM       | KTM       | Husqvarna | Husqvarna | KTM       | KTM       |                  |      |
| 2015 | TM        | TM        | KTM       | KTM       | Husqvarna | Husqvarna |                  |      |
| 2016 | TM        | TM        | Sherco    | Sherco    | Beta      | Beta      | Beta             | Beta |
| 2017 |           |           | KTM       | KTM       | Beta      | Beta      | Beta             | Beta |
| 2018 | Beta      | Beta      | TM        | TM        | Beta      | Beta      | Beta             | Beta |
| 2019 | Beta      | Beta      | TM        | TM        | Beta      | Beta      | Beta             | Beta |
| 2020 | TM        | TM        | Beta      | Beta      | Beta      | Beta      | Beta             | Beta |
| 2021 | Honda     | Honda     | KTM       | KTM       | Beta      | Beta      | Beta             | Beta |
| 2022 | Honda     | Honda     | KTM       | KTM       | Beta      | Beta      | KTM              | KTM  |
| 2023 | KTM       | KTM       | Beta      | Beta      | Beta      | Beta      | Beta             | Beta |
| 2024 | KTM       | KTM       | Gas Gas   | Gas Gas   | Beta      | Beta      | KTM              | KTM  |

### Mondiali Junior e coppe del mondo FIM
Il corsivo indica le "coppe del mondo"
| Anno | Junior1                    | Junior2                | Youth 125                  | Donne                  |
| ---- | -------------------------- | ---------------------- | -------------------------- | ---------------------- |
| 2005 | Cristóbal Guerrero Gas Gas |                        |                            |                        |
| 2006 | Joakim Ljunggren Husaberg  |                        |                            |                        |
| 2007 | Joakim Ljunggren Husaberg  |                        |                            |                        |
| 2008 | Thomas Oldrati KTM         |                        |                            |                        |
| 2009 | Oriol Mena Husaberg        |                        | Romain Dumontier Husqvarna |                        |
| 2010 | Lorenzo Santolino KTM      |                        | Mario Roman KTM            | Ludivine Puy Gas Gas   |
| 2011 | Jérémy Joly HM-Honda       |                        | Jonathan Manzi KTM         | Ludivine Puy Gas Gas   |
| 2012 | Mathias Bellino Husaberg   |                        | Giacomo Redondi KTM        | Laia Sanz Gas Gas      |
| 2013 | Matthew Phillips Husqvarna |                        | Jamie McCanney Husaberg    | Laia Sanz Honda        |
| 2014 | Daniel McCanney Beta       |                        | Davide Soreca Yamaha       | Laia Sanz Honda        |
| 2015 | Jamie McCanney Husqvarna   |                        | Mikael Persson Yamaha      | Laia Sanz KTM          |
| 2016 | Giacomo Redondi Honda      |                        | Jack Edmonson KTM          | Laia Sanz KTM          |
| 2017 | Brad Thomas Freeman Beta   |                        | Andrea Verona TM           | Maria Franke KTM       |
| 2018 | Andrea Verona TM           | Matteo Cavallo Beta    | Ruy Barbosa Husqvarna      | Sanna Kärkkäinen KTM   |
| 2019 | Andrea Verona TM           | Enric Francisco KTM    | Hamish McDonald Sherco     | Jane Daniels Husqvarna |
| 2020 | Roni Kytönen Honda         | Hamish McDonald Sherco | Sergio Navarro Husqvarna   | Jane Daniels Husqvarna |
| 2021 | Lorenzo Macoritto TM       | Matteo Pavoni TM       | Albin Norrbin Fantic Motor | Laia Sanz Gas Gas      |
| 2022 | Zachary Pichon Sherco      | Luc Fargier Beta       | Harry Edmonson Fantic      | Jane Daniels Fantic    |
| 2023 | Jed Etchells Fantic        | Albin Norrbin Fantic   | Kevin Cristino Fantic      | Jane Daniels Fantic    |
| 2024 | Kevin Cristino Fantic      | Max Ahlin KTM          | Manuel Verzeroli KTM       | Mireia Badia Rieju     |

## Piloti più iridati
In grassetto i piloti ancora in attività.
| Pilota                 | Titoli                                                                             |
| ---------------------- | ---------------------------------------------------------------------------------- |
| Juha Salminen          | 8 + 5 Assolute (2 in E1, 1 in E2, 1 in 500 4T, 1 in 400 4T, 1 in 250 2T, 2 in 125) |
| Kari Tiainen           | 7 (5 in 500 4T, 2 in 250 2T)                                                       |
| Anders Eriksson        | 7 (4 in 500 4T, 1 in 400 4T, 2 in 350 4T)                                          |
| Brad Thomas Freeman    | 7 + 2 EnduroGP + 1 EJ (2 in E1, 5 in E3)                                           |
| Steve Holcombe         | 6 + 3 EnduroGP (2 in E2, 3 in E3, 1 in EGP)                                        |
| Giovanni Sala          | 5 + 1 Assoluta (1 in 500 2T, 3 in 250 2T, 1 in 400 4T)                             |
| Mika Ahola             | 5 (2 in E1, 2 in E2, 1 in E3)                                                      |
| Samuli Aro             | 5 (2 in E2, 1 in E3, 1 in 250 2T)                                                  |
| Antoine Meo            | 5 (3 in E1, 2 in E2)                                                               |
| Andrea Verona          | 4 + 1 EnduroGP + 1 EJ + 1 EY (3 in E1, 1 in E2)                                    |
| Paul Edmonson          | 4 + 1 Europeo (3 in 125, 1 in 250 2T)                                              |
| Iván Cervantes         | 4 (2 in E1, 2 in E3)                                                               |
| Mario Rinaldi          | 4 (3 in 350 4T, 1 in 400 4T)                                                       |
| Stefan Merriman        | 4 (1 in E1, 2 in 250 2T, 1 in 400 4T)                                              |
| Josep Garcia Montaña   | 4 (2 in E1, 2 in E2)                                                               |
| Petteri Silvan         | 3 + 1 Assoluta (1 in 250 2T, 2 in 125)                                             |
| Gianmarco Rossi        | 3 + 2 Europei (1 in 250 4T, 2 in 80)                                               |
| David Knight           | 3 (3 in E3)                                                                        |
| Eero Remes             | 3 (2 in E1, 1 in E2)                                                               |
| Christophe Nambotin    | 3 (2 in E3, 1 in E1)                                                               |
| Matthew Phillips       | 2 + 1 EnduroGP + 1 EJ (1 in E2, 1 in E3)                                           |
| Sven-Erik Johnson      | 2 + 4 Europei (1 in 500 2T, 1 in 350 4T)                                           |
| Pierre-Alexandre Renet | 2 (2 in E2)                                                                        |
| Johnny Aubert          | 2 (2 in E2)                                                                        |
| Peter Bergvall         | 2 (2 in 250 4T)                                                                    |
| Giorgio Grasso         | 2 (2 in 250 2T)                                                                    |
| Jeff Nilsson           | 2 (2 in 125)                                                                       |
| Stéphane Peterhansel   | 2 (1 in 250 2T, 1 in 250 4T)                                                       |